# Wallaceodendron celebicum
Wallaceodendron celebicum là một loài thực vật có hoa thuộc chi đơn loài Wallaceodendron trong họ Đậu. Loài này được Koord. miêu tả khoa học đầu tiên.